# Internuncjusz apostolski
Internuncjusz apostolski – stały szef misji dyplomatycznej Stolicy Apostolskiej, a jednocześnie przedstawiciel dyplomatyczny papieża jako głowy Kościoła rzymskokatolickiego w państwie, z którym Stolica Apostolska utrzymuje stosunki dyplomatyczne. Zgodnie z konwencją wiedeńską o stosunkach dyplomatycznych internuncjusz jest szefem misji dyplomatycznej w tzw. drugiej klasie. Jego ranga odpowiada zatem randze posła, a co za tym idzie w protokole dyplomatycznym (precedencji) ustępuje pierwszeństwa wszystkim szefom misji w pierwszej klasie takim jak ambasadorowie.
W ostatnich dziesięcioleciach klasa internuncjuszy faktycznie przestała być stosowana w praktyce Stolicy Apostolskiej, co idzie w parze z zanikiem misji dyplomatycznych w drugiej klasie.